# Flugzeugkollision vor Namibia 1997
Die Flugzeugkollision vor Namibia 1997 ereignete sich am 13. September 1997 über dem Atlantik vor dem südwestafrikanischen Staat Namibia als frontaler Zusammenstoß einer Tupolew Tu-154 der deutschen Flugbereitschaft des Bundesministeriums der Verteidigung und einem US-amerikanischen Militärtransporter des Typs Lockheed C-141 Starlifter. Bei der Kollision kamen die 33 Insassen beider Flugzeuge ums Leben.
Gründe für die Kollision waren eine falsch gewählte Flugfläche der Tupolew entgegen den Halbkreisflughöhen sowie die nicht vorhandene Flugverkehrskontrolle im betroffenen Gebiet. Daher erfolgte keine Radarüberwachung und Führung durch Fluglotsen.

## Luftfahrzeuge

### Tupolew Tu-154
Das Flugzeug war im Transportfliegergeschwader 44 (TG-44) der Nationalen Volksarmee der DDR eingesetzt worden und ging mit dem Ende der DDR in den Besitz der Bundesrepublik und damit den Bestand der Luftwaffe der Bundeswehr über, die entschied, das spätere Unfallflugzeug (registriert als 11+02) sowie ein Schwesterflugzeug des gleichen Typs (11+01) weiter zu betreiben und für den Passagiertransport und Flüge im Rahmen des Open-Skies-Vertrags einzusetzen. Die Unfallmaschine war bereits mit der Sensorik für solche Flüge ausgerüstet, ihre Schwestermaschine sollte kurze Zeit später die Umrüstung erfahren.

#### Besatzung
Die Cockpitbesatzung des Fluges galt als hocherfahren. Die Luftfahrzeugführer waren aus dem TG-44 der Luftstreitkräfte der Nationalen Volksarmee in die Bundeswehr übernommen worden und hatten sich alle mindestens 1000 Flugstunden auf der Tupolew Tu-154 erflogen, der Kommandant kam dabei auf eine Gesamtstundenzahl von 7369, der Kopilot auf 3947 Stunden; auch Flüge durch den wenig kontrollierten afrikanischen Luftraum mit den entsprechenden Anforderungen hatten alle Besatzungsmitglieder bereits früher durchgeführt.

#### Flugauftrag
An Bord der Maschine befanden sich neben der zehnköpfigen Besatzung zwei Ehefrauen ebendieser, 12 Marineangehörige, die in Kapstadt auf Einladung der südafrikanischen Marine an einer Regatta zum 75-jährigen Jubiläum der Seestreitkräfte des Landes teilnehmen sollten, sowie ein Techniker der Elbe Flugzeugwerke, der wegen der Open-Skies-Elektronik mitflog.

### Lockheed C-141 Starlifter
Die Lockheed C-141 Starlifter trug das Kennzeichen 65-9405 und das Funkrufzeichen Reach 4201 („Reach“ ist das Rufzeichen aller Flugzeuge, die mit einem Auftrag des Air Mobility Command unterwegs sind).

## Ablauf
Die deutsche Tupolew war am Sitz der Flugbereitschaft auf dem Flughafen Köln/Bonn gestartet und zum Tanken auf dem Flughafen Niamey im Niger gelandet, sie sollte vor dem Ziel Kapstadt noch einmal in der namibischen Hauptstadt Windhoek landen. Der Starlifter der US Air Force war in Windhoek gestartet und sollte zur Insel Ascension fliegen.
Die deutsche Maschine hatte als Reiseflughöhe im Flugplan Flugfläche 390 (39.000 ft (11.887 m)) angegeben und flog zum Zeitpunkt des Unfalls in Flugfläche 350, also 35.000 ft (10.668 m) auf der entsprechenden Route, hatte jedoch keinen Funkkontakt mit einer Flugverkehrskontrollstelle. Durch die mangelhafte Radarabdeckung in den zentralafrikanischen Ländern bedingt, geben Flugzeuge in den entsprechenden Gebieten routinemäßig Positionsmeldungen per Funk ab, sodass andere Flugzeuge auf der gleichen Frequenz sich ein Bild vom restlichen Flugverkehr machen können. Der Flugplan der Tupolew lag sowohl in Luanda (der zuständigen Flugverkehrskontrolle vor Windhoek) als auch in Windhoek selbst vor, die Controller in Luanda konnten aber nur einmal auf einer Kurzwellenfrequenz Kontakt zu der deutschen Besatzung aufnehmen.
Reach 4201 war nach dem Start ebenfalls auf FL350 gestiegen und befand sich in Kontakt mit der Flugverkehrskontrolle in Windhoek. Das amerikanische Flugzeug befand sich bis zum Absturz auf der Frequenz von Windhoek. Die vom Flugplan abweichende Flughöhe der Tupolew fiel keinem der beteiligten Lotsen auf, weswegen beide Maschinen etwa um 15:10 Uhr UTC kollidierten. Die Wrackteile der Flugzeuge fielen etwa 120 Kilometer vor der Küste Namibias ins Meer, Überlebende gab es keine.

## Ursachen
Als Unfallursache wurde ermittelt, dass die deutsche Tupolew auf einer falschen Flughöhe flog. Die sogenannten Halbkreisflughöhen werden entsprechend dem magnetischen Kurs gewählt, dabei gilt, dass Flugzeuge mit einem magnetischen Kurs von 0°–179° eine ungerade Flughöhe wählen (FL230, FL250 usw.), bei einem magnetischen Kurs von 180°–359° wird eine gerade Flugfläche gewählt (FL220, FL240 usw.), so ist jederzeit eine vertikale Staffelung von mindestens 1000 Fuß gewährleistet, wenn sich Flugzeuge mit einer entsprechenden Geschwindigkeit entgegenkommen. Oberhalb von Flugfläche 290 beträgt die Staffelung sogar 2000 Fuß, die Tupolew hätte demnach auf FL330 oder FL370 fliegen müssen – die entgegen dem Flugplan und entgegen der Halbkreisflugregel geflogene Flughöhe war allerdings weder der Besatzung noch den Fluglotsen aufgefallen. Der Starlifter flog korrekt auf FL350, er hätte auch auf FL390 fliegen können.
Zudem war keine der Maschinen mit einem Traffic Alert and Collision Avoidance System (TCAS) ausgerüstet, das die eine Maschine im Cockpit der jeweils anderen zur Anzeige gebracht hätte; eine Einrüstung in die Tupolew war zwar angedacht, aber zum Unfallzeitpunkt noch nicht umgesetzt.
Als beitragende Ursachen gelten die schlechte Radarabdeckung in Afrika generell und das Verhalten der Lotsen in Luanda im Besonderen. Diese hatten zwar den Kontakt zu GAF 074 verloren und konnten der Besatzung direkt keine Anweisungen geben; sie versuchten aber auch nicht, das Flugzeug von einer anderen Flugverkehrskontrolle, z. B. Windhoek, erreichen zu lassen. Dass die Maschine auf einer inkorrekten Flughöhe flog, fiel den Lotsen ebenfalls nicht auf.
Recherchen von Jo Angerer und Mathias Werth für die 1998 in der ARD erschienene Dokumentation Der Todesflug der Tupolew – Wer hat Schuld am Absturz der Bundeswehrmaschine? haben Lücken in dieser offiziellen Lesart des Abschlussberichtes zur Unfalluntersuchung offengelegt. Es konnte nachgewiesen werden, dass sich die Cockpit-Besatzung der Tupolew an den durch die Flugsicherung der Bundeswehr vorgegebenen Flugplan gehalten hatte. In diesem war bereits Tage zuvor die falsche Flugfläche eingetragen worden, da diese Tu-154 technisch nicht in der Lage gewesen wäre, eine höhere, korrekte Flughöhe für diesen Kurs zu erreichen. In mehreren Kontrollinstanzen nach der Erstellung des Flugplanes war dieser Fehler unbemerkt geblieben.
Eine weitere Kontrolle und Korrektur dieses Fehlers durch das zuständige Flugkontrollzentrum in Johannesburg, in Südafrika war an einer unleserlichen Übermittlung des Flugplans für Flug GAF 074 gescheitert. Die Anforderung eines neuen, lesbaren Dokumentes durch das Flugkontrollzentrum in Johannesburg blieb von der Flugsicherung der Bundeswehr unbeantwortet.
Erst der Besatzung der Tupolew war, bei ihrem Kurswechsel in östliche Richtung, die falsch in den Flugplan eingetragene Flugfläche aufgefallen, wie Aufnahmen des Cockpit Voice Recorder ergeben haben. Eine Anpassung der Flughöhe ist jedoch nur nach Abstimmung mit der zuständigen Flugsicherungsstelle zulässig. Der Versuch, diese in Luanda zu erreichen, schlug fehl. Das Funksignal war zu schwach, um eine verständliche Funkverbindung aufzubauen. Auch der Versuch, die nächste Flugsicherungsstelle in Windhoek zu erreichen, blieb ohne Erfolg, da dort gerade die Funkanlage für Kurzwellenfunk umgebaut wurde. Der Bundeswehr-Flugbereitschaft in Köln hatte diese Information rechtzeitig vorgelegen. Die Besatzung der Tupolew war darüber allerdings nicht informiert worden.
Zudem fehlten der Flugsicherungsstelle in Windhoek jegliche Informationen über das Stattfinden von Flug GAF 074, da diese zuvor nicht aus dem Flugkontrollzentrum in Johannesburg hatten übermittelt werden können.

## Folgen
Die politisch-parlamentarische Aufklärungsarbeit befasste sich unter anderem mit der Frage, warum die Tupolew noch nicht mit einem Kollisionswarngerät ausgestattet war. Laut Focus befanden sich die Maschinen der Flugbereitschaft in der Umrüstung, allerdings hatte man bis zum Unfallzeitpunkt nur die für den VIP-Transport genutzten Airbus A310 und Bombardier Challenger-Kurzstreckenjets umgerüstet.
Die geplante Umrüstung des Schwesterflugzeugs, der Maschine mit dem Kennzeichen 11+01, zum Open-Skies-Systemträger wurde nach der Kollision nicht mehr realisiert und die Tu-154M von der Flugbereitschaft ausgeflottet.

## Gedenkstätten
In Simon’s Town in Kapstadt, Südafrika auf dem Jubilee Square, direkt neben dem 1985 von Jean Doyle geschaffenen Bronze-Denkmal für die Deutsche Dogge/Great Dane „Just Nuisance“ (1937–1944), wurde wenige Jahre nach dem tragischen Unglück ein Denkmal in Form einer kleinen Stele errichtet.⊙
In Neuhardenberg wurde auf dem dortigen Flugplatz ein Gedenkstein für die Verstorbenen der Kollision errichtet.
Auf dem Ehrenfriedhof Wilhelmshaven wurde ein Gedenkstein für die Angehörigen der Regattamannschaft der Marine errichtet.

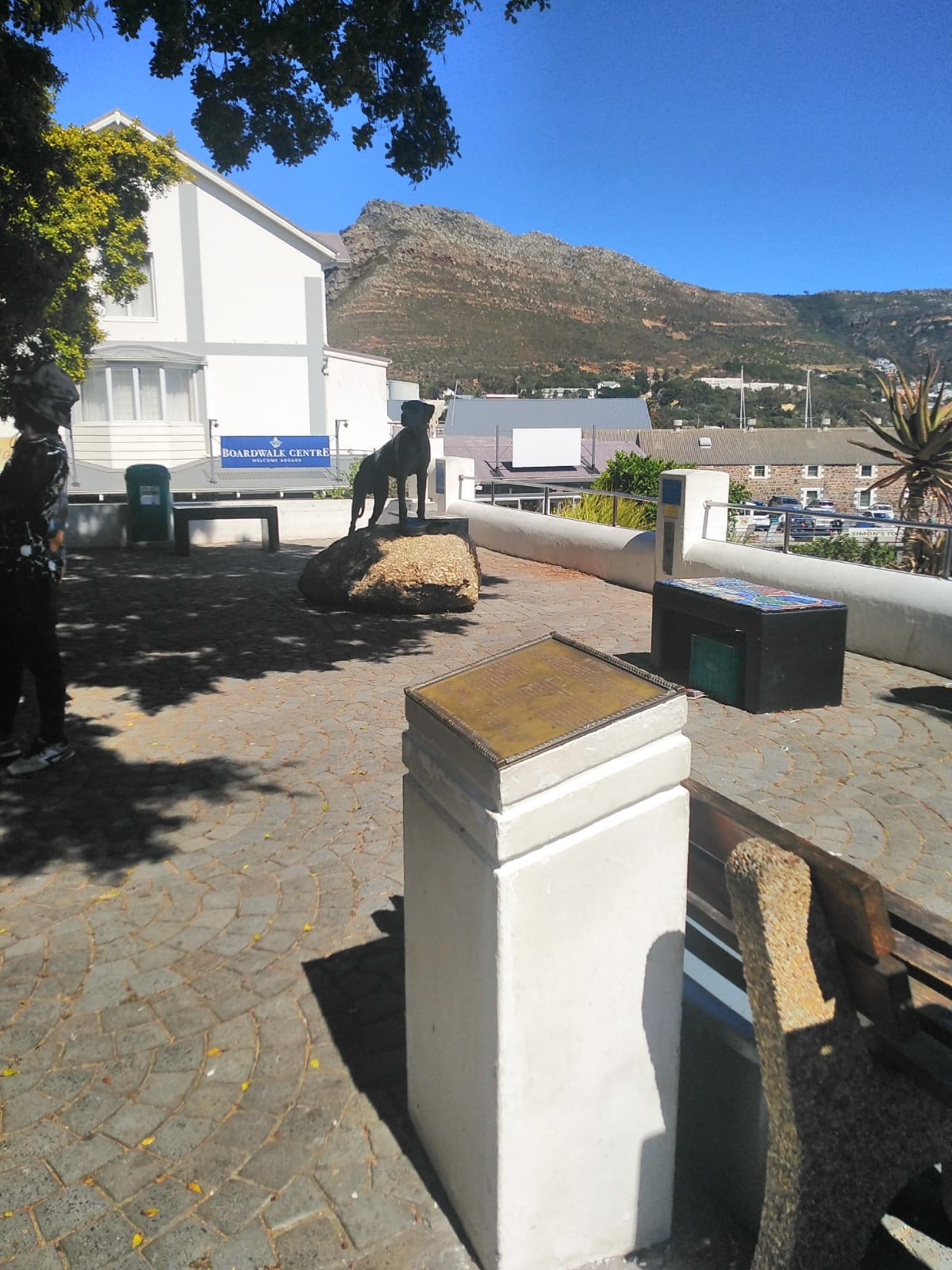
Gedenkstele in Simon’s Town
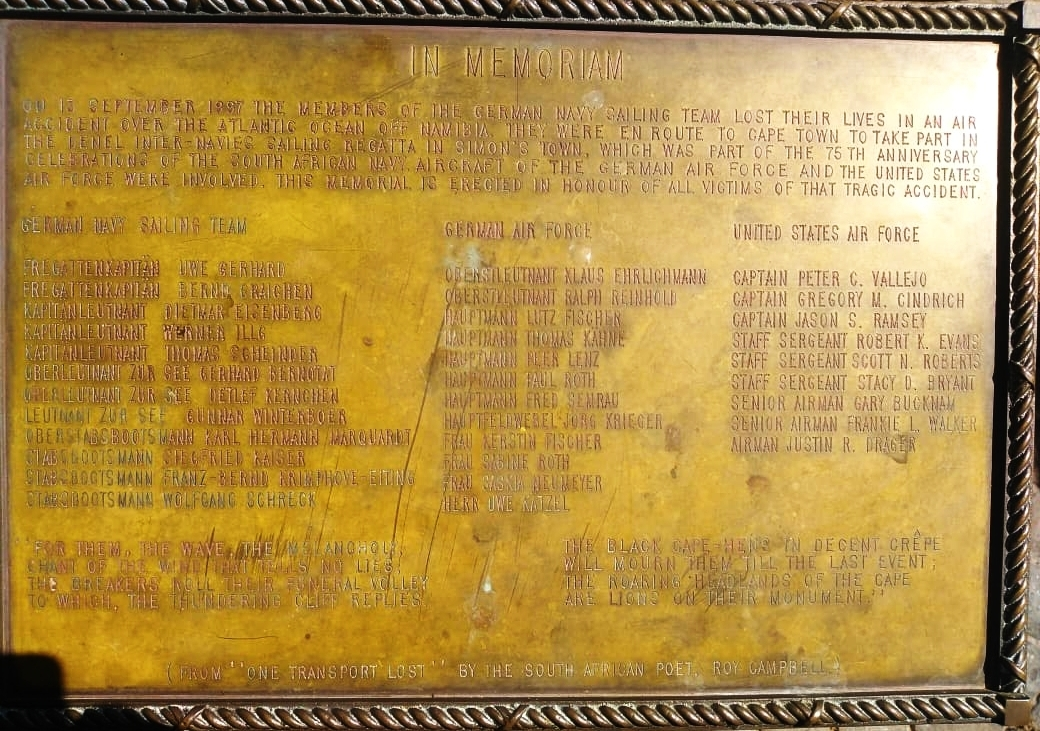
Tafel der Stele (Abschrift)
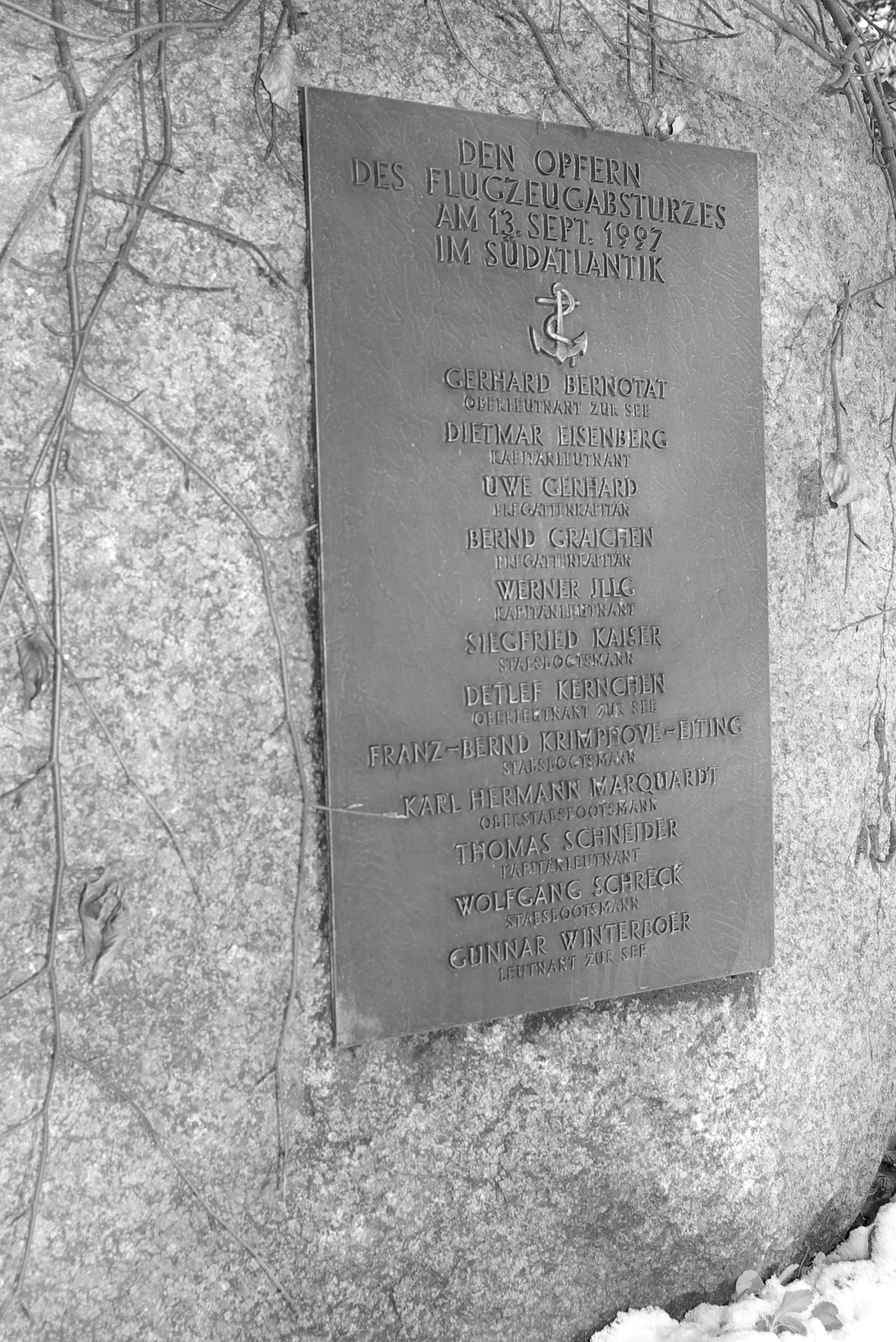
Gedenkstein auf dem Ehrenfriedhof Wilhelmshaven